# Thomas Corbett
Thomas Godfrey Polson Corbett, 2. baron Rowallan (od 1933 do śmierci potocznie określany jako lord Rowallan, ur. 19 grudnia 1895 w Londynie, zm. 30 listopada 1977 w Glasgow) – brytyjski arystokrata, żołnierz, działacz harcerski i urzędnik państwowy, w latach 1959-1963 gubernator Tasmanii.

## Życiorys

### Kariera wojskowa i zawodowa
Miał 16 lat, gdy jego ojciec Archibald Corbett, spędziwszy 26 lat w Izbie Gmin, został kreowany parem dziedzicznym jako baron Rowallan. Młody Thomas ukończył Eton College, a następnie wstąpił do armii. Walczył w I wojnie światowej, m.in. w bitwie o Gallipoli, w Egipcie, w Palestynie i na froncie zachodnim. 30 marca 1918 został ciężko ranny w lewą nogę, gdy podczas walk w okolicach miejscowości Boyelles próbował ewakuować zranionych wcześniej kolegów. W wyniku tych obrażeń do końca życia cierpiał na bóle w okolicach miejsca zranienia.
Po wojnie osiadł na rodzinnych włościach w Szkocji i zajął się zarządzaniem nimi, w szczególności hodowlą bydła. Po śmierci ojca w 1933 odziedziczył tytuł barona. Po wybuchu II wojny światowej w 1939 osobiście zajął się rekrutacją oddziału szkockich żołnierzy, zaś wiosną 1940 wziął wraz ze swymi ludźmi udział w walkach we Francji. Po powrocie do kraju zajmował się szkoleniem młodych oficerów. Opuścił wojsko w 1944 w stopniu podpułkownika.

### Działalność harcerska i polityczna
Od 1922 był zaangażowany w ruch skautowy (harcerski). Doszedł w nim aż do stanowiska głównego skauta Wspólnoty Narodów i Imperium Brytyjskiego, które piastował w latach 1945-1959. 28 maja 1959 otrzymał nominację na w dużej mierze ceremonialne, lecz bardzo prestiżowe, stanowisko gubernatora Tasmanii. Formalnie objął je 21 października tego samego roku. Dał się poznać jako pracowity i zaangażowany gubernator, zwykle przemawiający bez notatek, w sposób przemyślany i osobisty. W 1961 zdiagnozowano u niego nowotwór podniebienia, w związku z którym musiał spędzić pewien czas na leczeniu w Wielkiej Brytanii, lecz później powrócił na Tasmanię i urzędował do końca swej kadencji. Następnie przeszedł na emeryturę i resztę życia spędził w Szkocji. Zmarł w wieku 81 lat.

## Odznaczenia i wyróżnienia

### Najważniejsze ordery
- Military Cross (1918)[1]
- Order Imperium Brytyjskiego klasy Rycerz Komandor (KBE, 1951)[1]
- Order Ostu (KT, 1957)[1]

### Doktoraty honoris causa
- McGill University (1948)[1]
- University of Glasgow (1952)[1]
- University of Birmingham (1957)[1]